# Pansarbil m/31
Lo Pansarbil m/31 (Pbil m/31) era un'autoblindo svedese realizzata sul telaio di autocarri commerciali all'inizio degli anni trenta ed utilizzati durante la seconda guerra mondiale.

## Storia

### Sviluppo
Già in fase di progettazione era risultato chiaro che la nuova autoblindo Pansarbil fm/29 della AB Landsverk sarebbe stata troppo costosa da produrre in serie. Per questo motivo, già dal 1929 il Dipartimento di Artiglieria KAF iniziò la progettazione di un piccolo veicolo blindato per le esigenze dei reparti di cavalleria, che per ridurre tempi e costi avrebbe sfruttato il telaio di autocarri commerciali da 2½ tonnellate.
Nell'estate del 1930 arrivò a Stoccolma il primo prototipo, battezzato e Pansarbil m/30 ed assegnato per le prove al Reggimento dragoni della Guardia K3. Lo scafo era in ferro normale e non in acciaio, mentre il telaio era a trazione posteriore, con pneumatici singole. Il mezzo non soddisfece le aspettative dell'esercito e per questo nel giugno del 1931 fu ordinato un nuovo prototipo alla Bofors, consegnato il 10 agosto dello stesso anno e battezzato Pansarbil m/31. La nuova blindo era costruita su un telaio Chevrolet, ma in seguito vennero usati anche telai Volvo. In totale furono acquistati 30 m/31 tra il 1931 ed il 1940.

### Impiego operativo
La Pansarbil m/31 venne assegnata essenzialmente agli squadroni da ricognizione dei reparti di cavalleria. Per semplificare la manutenzione, per quanto possibile i singoli reparti ricevettero veicoli sullo stesso telaio, o solo Volvo o solo Chevrolet. Ogni plotone era equipaggiato con 3 autoblindo, delle quali 2 dotate di due mitragliatrici sul pianale ed una (la blindo comando, versione kanonbilen) dotata di cannone da 37 mm marinkanon m/98B. Visto il lungo periodo di produzione ed i diversi fornitori, i mezzi vennero consegnati in 4-5 versioni. Allo scoppio della seconda guerra mondiale nel 1939 erano state consegnate 19 autoblindo, che alla fine del conflitto divennero 30.
Quando i tedeschi attaccarono la Norvegia nel 1940, una unità del Reggimento K3 montato su m/31 fu inviato a difesa del confine. Questo fu il primo impiego operativo, anche se i mezzi non entrarono in azione. Partiti con la livrea grigio acciaio, venne applicato un disegno mimetico con la vernice acquistata in un negozio lungo la strada. Nel corso della guerra furono assegnate alle unità da ricognizione delle diverse brigate (corazzate, motorizzate e di cavalleria), venendo gradualmente sostituiti dai carri armati leggeri Stridsvagn m/39 e m/40. Verso la fine del 1943, tutti gli m/31 furono trasferite ai reparti corazzati di recente formazione, ai quali rimasero in dotazione fino al 1958.
In totale furono costruite 32 autoblindo di tipo m/31. Gli scafi corazzati di due autoblindo furono rimontati nel 1942 su nuovi telai. Una macchina venne distrutta da un incendio e venne sostituita da una blindo di nuova costruzione.

## Tecnica
Gli scafi avevano propulsore anteriore. La cabina corazzata ospitava il pilota sulla sinistra e sulla destra un mitragliere che azionava una mitragliatrice Ksp m/36 o Ksp m/14-29 in caccia. Il vano di combattimento era invece a cielo aperto ed ospitava il capocarro e 2-3 soldati. L'armamento sul vano di combattimento era costituito da una coppia di mitragliatrici Ksp m/36 o, sulla versione kanonbilen, un cannone 37 mm marinkanon m/98B. Durante la guerra, nei primi mesi del 1942, tutte le m/31 vennero riarmate con un cannone Bofors 20 mm m/40B ed una mitragliatrice sul pianale del vano di combattimento. Gli scudi corazzati prodotti usati per rafforzare le trincee della prima guerra mondiale vennero riutilizzati per realizzare le scudature delle mitragliatrici e, disposti due per lato del vano di combattimento, come protezione supplementare amovibile per l'equipaggio, che poteva sparare tramite le apposite feritoie ovali. Queste scudature in acciaio temprato 60×30 cm erano spesse 6,2 mm, pesavano 14 kg ed erano progettate per resistere alle pallottole dei normali fucili di fanteria.
Il mezzo, pesante circa 4 tonnellate, raggiungeva la velocità massima di 60 km/h solo su strada, poiché il mezzo era praticamente privo di capacità fuoristrada: la trazione era solo posteriore e gli pneumatici molto stretti erano adatti a superfici solide ed asciutte. Per la retromarcia, il capocarro dal vano di combattimento guidava il pilota con un telegrafo di macchina che indicava la direzione da dare al volante.